# Mother (John-Lennon-Lied)
Mother (englisch ‚Mutter‘) ist ein Lied von John Lennon aus dem Jahr 1970, das von ihm geschrieben und in Kooperation mit Yoko Ono und Phil Spector produziert wurde. Es erschien am 11. Dezember 1970 auf dem Album John Lennon/Plastic Ono Band und im selben Monat als Single.

## Hintergrund
Mother war der erste Song auf John Lennons Debüt-Soloalbum. Lennon begann mit dem Schreiben des Liedes in Großbritannien und vollendete es in Bel Air, Los Angeles, wo er sich im Sommer 1970 aufhielt, während er sich einer Primärtherapie bei Dr. Arthur Janov unterzog. Während seiner Therapie nahm er eine Reihe von Demoversionen des Songs auf, von denen er einige auf der Gitarre und auf dem Klavier spielte.
In dem Text von Mother thematisiert John Lennon das Verlassenwerden und die Zurückweisung durch seine Mutter und seinen Vater. An seine verstorbene Mutter gerichtet singt er: „Mutter, du hattest mich, aber ich hatte dich nie. Ich wollte dich, du wolltest mich nicht.“ An seinen Vater gerichtet singt er: „Vater, du hast mich verlassen. Ich brauchte dich, du brauchtest mich nicht.“
Hintergrund des Textes war seine Kindheit. Die ersten Jahre seines Lebens verbrachte John Lennon hauptsächlich bei seiner Mutter und deren Familie in Liverpool, da sein Vater zu dieser Zeit häufig zur See fuhr. Weil Julia Lennon 1945 ein Kind von einem anderen Mann bekam, trennten sich seine Eltern. Nach 1946 hatte er keinen Kontakt mehr zu seinem Vater bis zu seiner Zeit als Beatle. Lennon lebte nun auf Dauer bei Julia Lennons Schwester Mary Smith genannt „Mimi“ und ihrem Ehemann George und hatte zunächst nur wenig Kontakt zu seiner Mutter. Das Verhältnis zu seiner Mutter verbesserte sich in den Folgejahren, die dann aber 1958 bei einem Verkehrsunfall starb.
John Lennon spielte den Song im Studio zunächst auf einer E-Gitarre, wie auf dem John Lennon Anthology-Boxset zu hören ist. Während der Aufnahmesession wechselte Lennon zum Klavier und spielte einfache Akkorde und verlangsamte das Tempo des Songs. Am Ende von Mother schrie Lennon die Textzeilen: „Mama don't go/Daddy come home“. Das Lied beginnt mit vierfachen Geläut einer Kirchenglocke. John Lennon verlangsamte das Glockengeläut, um dem Lied eine angemessene Trauereinführung zu geben. Lennon sagte dazu: „Ich habe wie üblich in Kalifornien ferngesehen, und da lief dieser alte Horrorfilm. Ich hörte nur die Glocken, die für mich so klangen. Ich dachte nur: 'So fange ich 'Mother' an.' Ich wusste, dass 'Mother' der erste Track sein würde.“
John Lennon entschied sich dafür Mother statt Love als Single zu veröffentlichen, obwohl Love Radioairplay bei Radiosendern in den USA zu verzeichnen hatte. Die Singleversion wurde gekürzt, der anfängliche Glockenklang wurde entfernt, und das Lied wurde früher ausgeblendet.
Lennon spielte Mother bei seinen beiden Konzerten im New Yorker Madison Square Garden am 30. August 1972. Einer dieser Auftritte wurde später auf dem Album Live in New York City veröffentlicht.
John Lennon sagte 1970 gegenüber dem Rolling Stone Magazine: „Viele, viele Menschen werden "Mother" nicht mögen; es tut ihnen weh. Das Erste, was dir passiert, wenn du das Album bekommst, ist, dass du es nicht ertragen kannst. Alle reagierten genau gleich. Sie denken: 'Scheiße!' So ist jeder. Und beim zweiten Mal fangen sie an zu sagen: 'Oh, nun, da ist ein bisschen...' also kann ich ihnen nicht 'Mother' auferlegen.“

## Aufnahme
Die Aufnahmen für Mother fanden am 26. und 27. September, 15. und 17. Oktober 1970 in den Abbey Road Studios statt. 92 Takes wurden aufgenommen, von denen der 64. zum Master wurde, der am 27. September eingespielt wurde. Ausführende Produzenten des Liedes waren John Lennon, Yoko Ono und Phil Spector. Die Toningenieure in den Abbey Road Studios waren Phil McDonald, Richard Lush, John Leckie und Andy Stephens.

## Musikvideo
2003 ließ Yoko Ono ein Musikvideo zu dem Song herstellen, Regisseur war Simon Hilton. Das Video enthält Fotografien von Bob Gruen, Stanley Parkes, Geoff Rhind, Robert Freeman, Jack Mitchell, Iain MacMillan, Paul Goresh, Joyce Ravid und anderen.
Besetzung:
- John Lennon: Gesang, Klavier
- Klaus Voormann: E-Bass
- Ringo Starr: Schlagzeug

## Veröffentlichung

### Singleveröffentlichungen
- Als Single wurde in den USA[4] und Deutschland[5] am 28. Dezember 1970 Mother (editierte Version) / Why aus dem Album ausgekoppelt. Die B-Seite ist vom Yoko-Ono-Album Yoko Ono/Plastic Ono Band.
- Auf den Philippinen erschien 1970 die Single Mother mit der B-Seite Isolation. Als Interpreten wurden auf dem Schallplattenlabel irrtümlich ‚The Beatles‘ aufgeführt.[6]
- In Mexiko wurde im Jahr 1972 eine EP mit folgenden Liedern veröffentlicht: Mother / My Mummy’s Dead / Look At Me / Isolation.[7]

### Albumveröffentlichungen
- Am 11. Dezember 1970 erschien das Album John Lennon/Plastic Ono Band auf dem sich Mother befindet. Im Oktober 2000 wurde das Album in einer remasterten und neu abgemischten Version wiederveröffentlicht.[8]
- Eine Liveversion von Mother erschien am 24. Januar 1986 auf dem Album Live in New York City, diese Liveversion erschien nochmals auf dem Kompilationsalbum Instant Karma: All-Time Greatest Hits.
- Auf der John Lennon Anthology erschien am 2. November 1998 ein Outtake von Mother. Ein weiteres Outtake erschien am 1. Oktober 2010 auf der CD  Home Tapes der Signature Box.
- Mother befindet sich auf folgenden John Lennon-Kompilationsalben: Shaved Fish (editierte Version: 5:04), Lennon, Imagine: John Lennon (Music from the Motion Picture),  Lennon Legend: The Very Best of John Lennon, Working Class Hero: The Definitive Lennon, Remember, Gimme Some Truth, John Lennon Collector’s Edition, Signature Box.
- Am 23. April 2021 erschien die bisher inhaltlich umfangreichste Wiederveröffentlichung der John Lennon/Plastic Ono Band-Aufnahmen. Die Lieder des Albums wurden von Paul Hicks in den Abbey Road Studios und den The Hix Factory Studios neu abgemischt. Für die Neuabmischung gab Yoko Ono die Anweisung, dass der Sound des Albums und der Gesang von John Lennon klarer hörbarer werden sollten. Darüber hinaus wurde auch eine 5.1-Abmischung hergestellt. Die Super-Deluxe-Box enthält auch alternative Versionen von Mother: (Take 61), (Take 64), (Element Mix), (Evolution Mix), (New Mix) und (Home Demo).

## Chartplatzierungen
| ChartsChartplatzierungen       | Höchstplatzierung | Wochen/ Monate |
| ------------------------------ | ----------------- | -------------- |
| Deutschland (GfK)              | 26 (10 Wo.)       | 10 Wo.         |
| Österreich (Ö3)                | 9 (2 Mt.)         | 2 Mt.          |
| Schweiz (IFPI)                 | 3 (11 Wo.)        | 11 Wo.         |
| Vereinigte Staaten (Billboard) | 43 (6 Wo.)        | 6 Wo.          |

## Coverversionen
Es gibt über 45 Coverversionen von Mother. Unter anderen von folgenden Künstlern: Barbra Streisand, Shelby Lynne, Ted Neeley, Christina Aguilera und David Bowie.